# Devin Mullings
Devin Mullings (ur. 4 października 1985 w Freeport) – bahamski tenisista, od 2002 roku reprezentant kraju w Pucharze Davisa, olimpijczyk z Pekinu (2008).

## Kariera tenisowa
W Pucharze Davisa Mullings reprezentuje Bahamy od 2002 roku. Rozegrał od tego momentu ponad 50 meczów. Najwyższą pozycję w rankingu gry pojedynczej – 886. miejsce – osiągnął podczas notowania dnia 20 sierpnia 2007 roku.
Mullings wziął udział w igrzyskach olimpijskich w Pekinie (2008). Odpadł w 1 rundzie turnieju singlowego, przegrywając z Argentyńczykiem Agustínem Callerim 1:6, 1:6. Wystąpił także w deblu, jednakże w tej konkurencji także zakończył grę na 1 rundzie. W parze z Markiem Knowlesem przegrał z amerykańskimi braćmi Bobem i Mikiem Bryanem 2:6, 1:6. Zdobył także brązowy medal na igrzyskach Ameryki Środkowej i Karaibów w 2010 w deblu. Para Mullings–Marvin Rolle przegrała w półfinale z Wenezuelczykami José de Armasem i Pierem Luisim 6:4, 4:6, 3–10.